# مؤسسه عالی حسابداری

عزیز نبوی (۱۳۱۱، بندرانزلی - ۱۰ آبان ۱۳۸۲، مونترو سوئیس)، دکتری علوم اداری (با گرایش حسابداری) از دانشگاه کالیفرنیای جنوبی و دکتری اقتصاد از دانشگاه تهران، بنیان‌گذار مؤسسه عالی حسابداری (۱۳۵۵–۱۳۴۳)

مؤسسه عالی حسابداری (۱۳۵۵–۱۳۴۳) یکی از نخستین مراکز آموزش عالی حسابداری در ایران بود که در سال ۱۳۴۳ توسط عزیز نبوی بنیان‌گذاری شد؛ و بیشترین دانش‌آموختگان حسابداری در ایران در دهه‌های ۱۳۴۰ و ۱۳۵۰ تحصیلات عالی خود را در این مؤسسه گذراندند. بسیاری از نخستین کتاب‌های آموزشی حسابداری ایران نیز توسط انتشارات این مؤسسه منتشر شد. این مؤسسه، در سال ۱۳۵۵، در پی مهاجرت همیشگی بنیان‌گذار - عزیز نبوی - از ایران به وزارت آموزش و پرورش واگذار گردید و بعد از انقلاب به دانشکده فنی و حرفه‌ای شهید شمسی‌پور تغییر نام یافت؛ با تغییرات ساختاری این دانشکده به وزارت علوم واگذار گردید و اکنون به برترین دانشکده فنی و حرفه ای کشور و نگین خاور میانه شهرت دارد.

## دانش‌آموختگان سرشناس
از جمله دانش‌آموختگان سرشناس مؤسسه عالی حسابداری می‌توان اشخاص زیر را نام برد:
- ذبیح‌الله رضایی (پروفسور حسابداری و صاحب کرسی عالی تامسون هیل دانشگاه ممفیس، آمریکا)
- غلامحسین دوانی (حسابدار رسمی، نویسنده، سخنران)
- مصطفی علیمدد (مترجم و مؤلف کتاب‌های آموزشی حسابداری)
- علی ثقفی (رئیس انجمن حسابداری ایران و بنیان‌گذار دوره‌های کارشناسی ارشد و دکتری، و مجلات علمی حسابداری در ایران)
- یحیی حساس یگانه (عضو هیئت علمی دانشکده مدیریت و حسابداری دانشگاه علامه طباطبایی و دو بار برنده جایزه کتاب سال جمهوری اسلامی ایران)
- نظام الدین ملک آرایی (دبیرکل جامعه حسابداران رسمی ایران)
- غلامرضا اسلامی بیدگلی (از دانشگاهیان سرشناس مدیریت مالی ایران)
- حمید خالقی مقدم (معاون مالی و اداری اسبق شهرداری تهران (۱۳۸۱–۱۳۷۹)، قائم مقام رئیس دانشگاه تربیت معلم (۱۳۷۲–۱۳۷۰)، و عضو هیئت علمی دانشکده مدیریت و حسابداری دانشگاه علامه طباطبایی)
- ویدا مجتهدزاده (رئیس سابق دانشگاه علوم اقتصادی، معاون مالی و اداری اسبق وزارت امور اقتصادی و دارایی، عضو هیئت علمی گروه حسابداری دانشگاه الزهرا)
- یحیی نجمی هاشمی فشارکی (مدیرعامل اسبق شرکت توسعه صنایع بهشهر و عضو هیئت مدیره شماری از شرکت‌های پذیرفته شده در بورس اوراق بهادار تهران)
- قاسم انصاری رنانی (رئیس اسبق دانشکده مدیریت و حسابداری دانشگاه علامه طباطبایی و و عضو هیئت علمی گروه مدیریت آن دانشکده)

نشان مؤسسه فرهنگی آموزشی حسابداران امروز (با مجوز وزارت فرهنگ و ارشاد اسلامی، مرکز ۵۶ آموزش‌های پودمانی در مقطع کاردانی حسابداری، تحت نظارت دانشگاه جامع علمی کاربردی) که با الهام کامل از نشان مؤسسه عالی حسابداری طراحی شده‌است.

## مؤسسه آموزش عالی حسابداران امروز
۲۵ آذر ۱۳۷۵، گروهی از دانش‌آموختگان مؤسسه عالی حسابداری برای برگزاری آیین گرامی‌داشت سی و سومین سال‌گرد تأسیس آن مؤسسه گرد هم آمدند. در این گردهم‌آیی، شرکت سرمایه‌گذاری حسابداران آینده با هدف گردهم‌آیی ادواری دانش‌آموختگان مؤسسه عالی حسابداری، زنده نگه‌داشتن یاد آن مؤسسه و در صورت امکان احیای دوباره آن مؤسسه تأسیس شد. بعدها، در چارچوب تلاش‌های شماری از بنیان‌گذاران این شرکت که در دانشگاه‌های ایران به تدریس حسابداری اشتغال داشتند مجوز یک مرکز آموزشی حسابداری به نام مؤسسه آموزش عالی حسابداران امروز از وزارت فرهنگ و ارشاد اسلامی دریافت شد. این مؤسسه، از سال ۱۳۸۲ مجوز برگزاری دوره‌های آموزشی پودمانی را از وزارت علوم و آموزش عالی وقت دریافت کرد. هم‌اکنون در این مؤسسه چهار رشته حسابداری و حسابرسی، حسابداری مالیاتی و حسابداری صنعتی در مقطع کاردانی به دانشجویان آموزش داده می‌شود.